# Dorfkirche Marxdorf

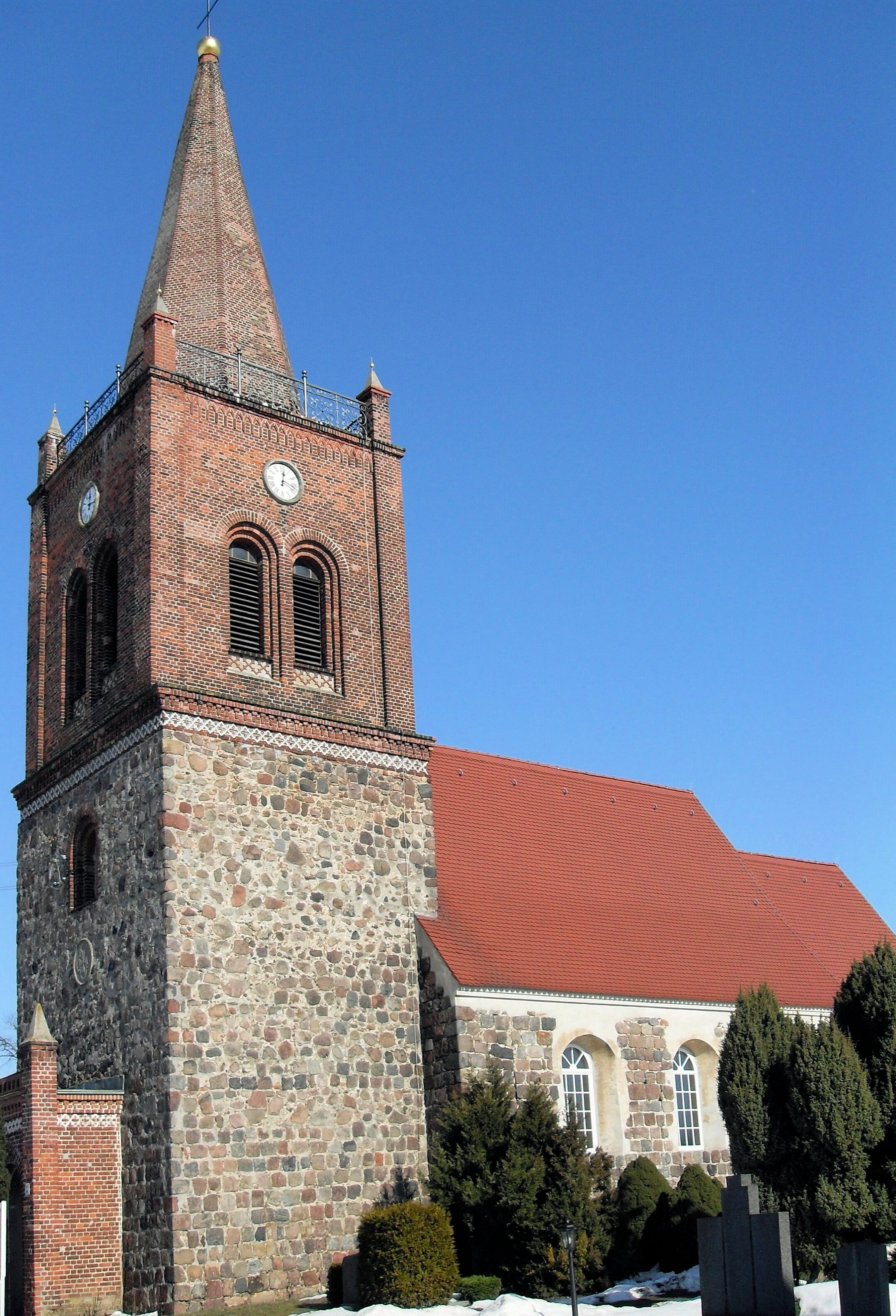
Südwestseite der Kirche

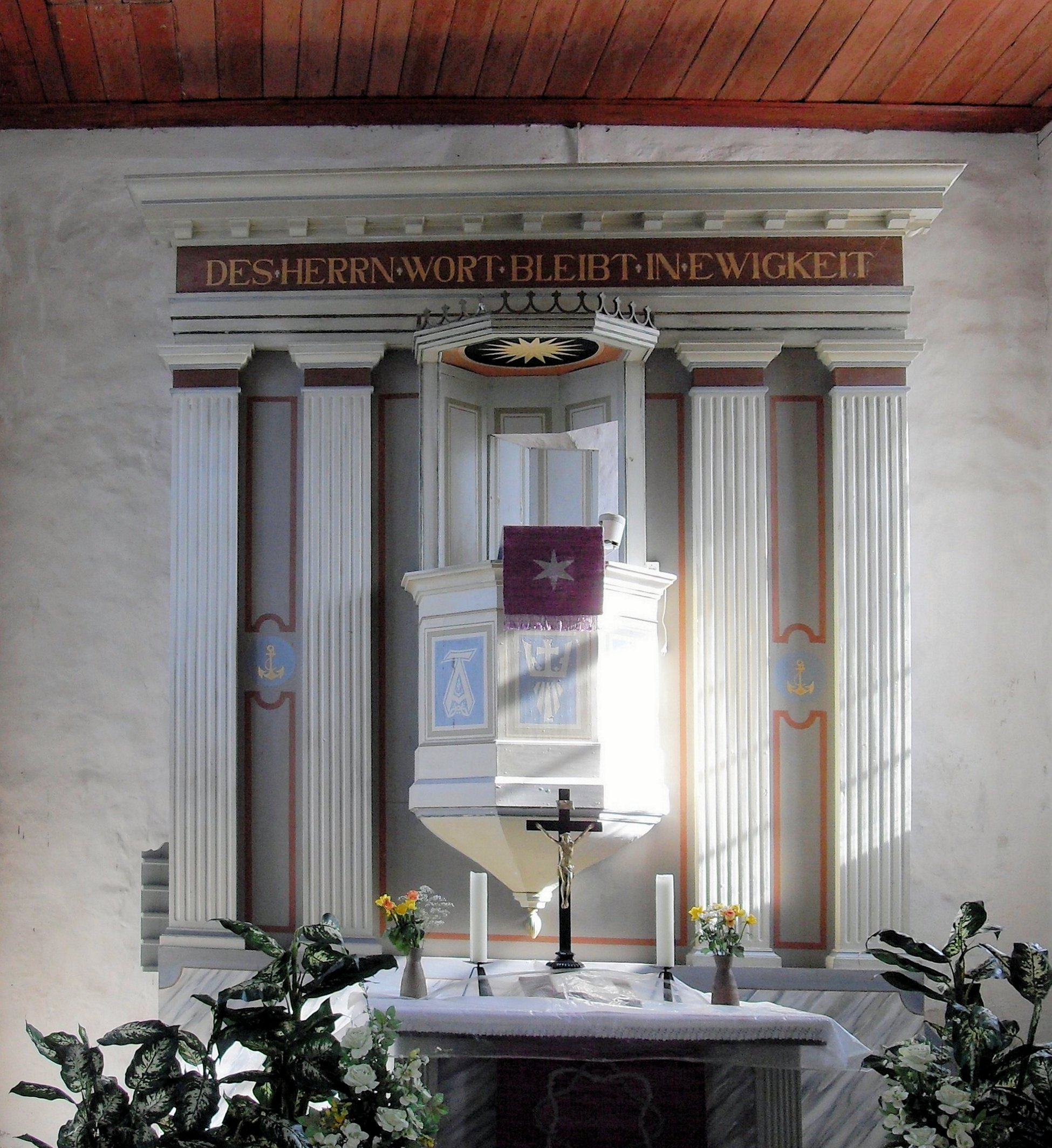
Kanzelaltar

Die Dorfkirche Marxdorf ist eine Feldsteinkirche im Vierlindener Ortsteil Marxdorf im brandenburgischen Landkreis Märkisch-Oderland.
Die Kirche gehört zum Kirchenkreis Oderland-Spree der Evangelischen Kirche Berlin-Brandenburg-schlesische Oberlausitz.

## Lage
Die Dorfstraße umspannt den ellipsenförmigen Dorfanger. In etwa mittig steht das Bauwerk auf einem Grundstück, das nicht eingefriedet ist.

## Geschichte
Marxdorf, ursprünglich Marquardestorp, wurde erstmals 1244 urkundlich erwähnt. Das Dorf gehörte zu den Besitzungen des Templerordens, der seinen Hauptsitz in der Komturei des Nachbardorfes Lietzen hatte. Der Orden errichtete als Inhaber des Kirchenpatronats in den Jahren 1246 bis 1255 die Kirche. Nach der Enteignung der Templer 1312 wurden die Johanniter bis 1810 die Herren von Marxdorf.
Das Brandenburgische Landesamt für Denkmalpflege und Archäologische Landesmuseum (BLDAM) verweist weiterhin auf nicht näher erläuterte Umbauarbeiten im 15. Jahrhundert hin. Im Dehio-Handbuch sind Veränderungen am Turm sowie am Ostgiebel des Chors erwähnt, die wohl im 14./15. Jahrhundert erfolgten. Im Jahr 1850 erfolgte die Modernisierung der Dorfkirche. Das Glockengeschoss des Turmes und der Spitzkugelhelm wurden in Backstein ausgeführt, die Fenster erneuert und erweitert. Zur gleichen Zeit erhielten der Kanzelaltar und die Emporen ihre noch im 21. Jahrhundert vorhandene Gestalt. Nach Beschädigungen während des Zweiten Weltkrieges wurde das Kirchengebäude 1956 wiederhergestellt. Nach 1999 erfolgten aufwendige Sanierungsarbeiten.

## Baubeschreibung
Das Bauwerk wurde im Wesentlichen aus Feldsteinen errichtet, die vergleichsweise sorgfältig behauen und lagig geschichtet wurden. Der Chor ist eingezogen und hat einen rechteckigen Grundriss. In der Ostwand befindet sich ein schmales Rundbogenfenster, das wahrscheinlich aus der Entstehungszeit der Kirche stammt.
Daran schließt sich nach Westen das Kirchenschiff an. Es hat ebenfalls einen rechteckigen Grundriss. Die Fenster stammen jedoch nicht aus der Bauzeit, sondern wurden „barock“ vergrößert.
Im Westen ist der quadratische Kirchturm. Er ist gegenüber dem Schiff leicht eingezogen. Das Glockengeschoss wurde hingegen aus Mauersteinen errichtet. An jeder Seite sind zwei gekuppelte, rundbogenförmige Klangarkaden, darüber eine Turmuhr. Oberhalb ist ein mit Fialen verzierter Turm, der mit Turmkugel und Kreuz abschließt. Westlich des Turms ist eine Vorhalle, die ebenfalls aus Mauersteinen errichtet wurde. Oberhalb des rundbogigen Turmportals der Kirche ist das Johanniterkreuz als Relief aus Stein eingebaut worden.

## Ausstattung
Der Kanzelaltar stammt wie auch die übrige Kirchenausstattung aus dem Jahr 1848. Er besteht aus je zwei Säulen, zwischen denen ein polygonaler Kanzelkorb eingelassen ist. Oberhalb ist ein achteckiger Schalldeckel. Darüber ist der Spruch aus dem 1. Brief des Petrus zu lesen: „Des Herrn Wort bleibt in Ewigkeit“ (1,25 ). Im Innern ist an der West- und Nordseite eine Empore. Die Sauer-Orgel aus dem Jahr 1963 wurde 1968 transloziert.
Im Turm hängt eine Glocke aus dem 14. Jahrhundert. Sie trägt die Aufschrift „O Rex GLORIAE Veni CVM PACE“ (O König der Ehre, komme mit Frieden durch Maria).